# 伊万·夏普
伊万·夏普（英語：Ivan Sharpe，1889年6月15日—1968年2月9日），英格兰前男子足球运动员，司职翼锋。他曾代表英国国家队参加1912年夏季奥林匹克运动会足球比赛，获得一枚金牌。